# Sobiatyno
Sobiatyno [sɔbjaˈtɨnɔ] est un village polonais de la gmina de Milejczyce dans le powiat de Siemiatycze et dans la voïvodie de Podlachie. Il se situe à environ 24 kilomètres au nord-est de Siemiatycze et à 62  kilomètres au sud de Białystok.
Selon le recenssement de la commune de 1921, ont habité dans le village 367 personnes, dont 2 étaient catholiques, 350 orthodoxes, et 15 judaïques. Parallèlement, 358 habitants ont déclaré avoir la nationalité polonaise, 9 la nationalité juive. Dans le village, il y avait 72 bâtiments habitables.